# Ботев (нос)
Вижте пояснителната страница за други значения на Ботев.
Носът Ботев (на английски: Botev Point) е скалист морски нос на югоизточния бряг на остров Ливингстън, най-южна точка на острова, образуван от разклонение на връх Ботев. Разположен на протока Брансфийлд 1.5 км на изток-югоизток от нос Барнърд и 9.29 км на запад-югозапад от нос Самуил. Районът е посещаван от ловци на тюлени през 19 век.
Координатите му са: 62°45′49.6″ ю. ш. 60°18′46″ з. д. / 62.763778° ю. ш. 60.312778° з. д..
Наименуван е на поета Христо Ботев (1848 – 1876), водач в българското освободително движение, както и във връзка с град Ботевград, селищата Ботево в северозападна, североизточна и югоизточна, Ново Ботево в североизточна, и Горно и Долно Ботево в южна България. Името е официално дадено на 15 март 2002 г.
Картографиране британско от 1968 г., чилийско от 1971 г., аржентинско от 1980 г. и българско от 2005 г. и 2009 г.

## Карти
- L.L. Ivanov et al, Antarctica: Livingston Island, South Shetland Islands (from English Strait to Morton Strait, with illustrations and ice-cover distribution), 1:100000 scale topographic map, Antarctic Place-names Commission of Bulgaria, Sofia, 2005
- Л. Иванов. Антарктика: Остров Ливингстън и острови Гринуич, Робърт, Сноу и Смит. Топографска карта в мащаб 1:120000. Троян: Фондация Манфред Вьорнер, 2009. ISBN 978-954-92032-4-0
- Л. Иванов. Карта на остров Ливингстън. В: Иванов, Л. и Н. Иванова. Антарктика: Природа, история, усвояване, географски имена и българско участие. София: Фондация Манфред Вьорнер, 2014. с. 18 – 19. ISBN 978-619-90008-1-6